# 兵庫県立六甲山自然保護センター

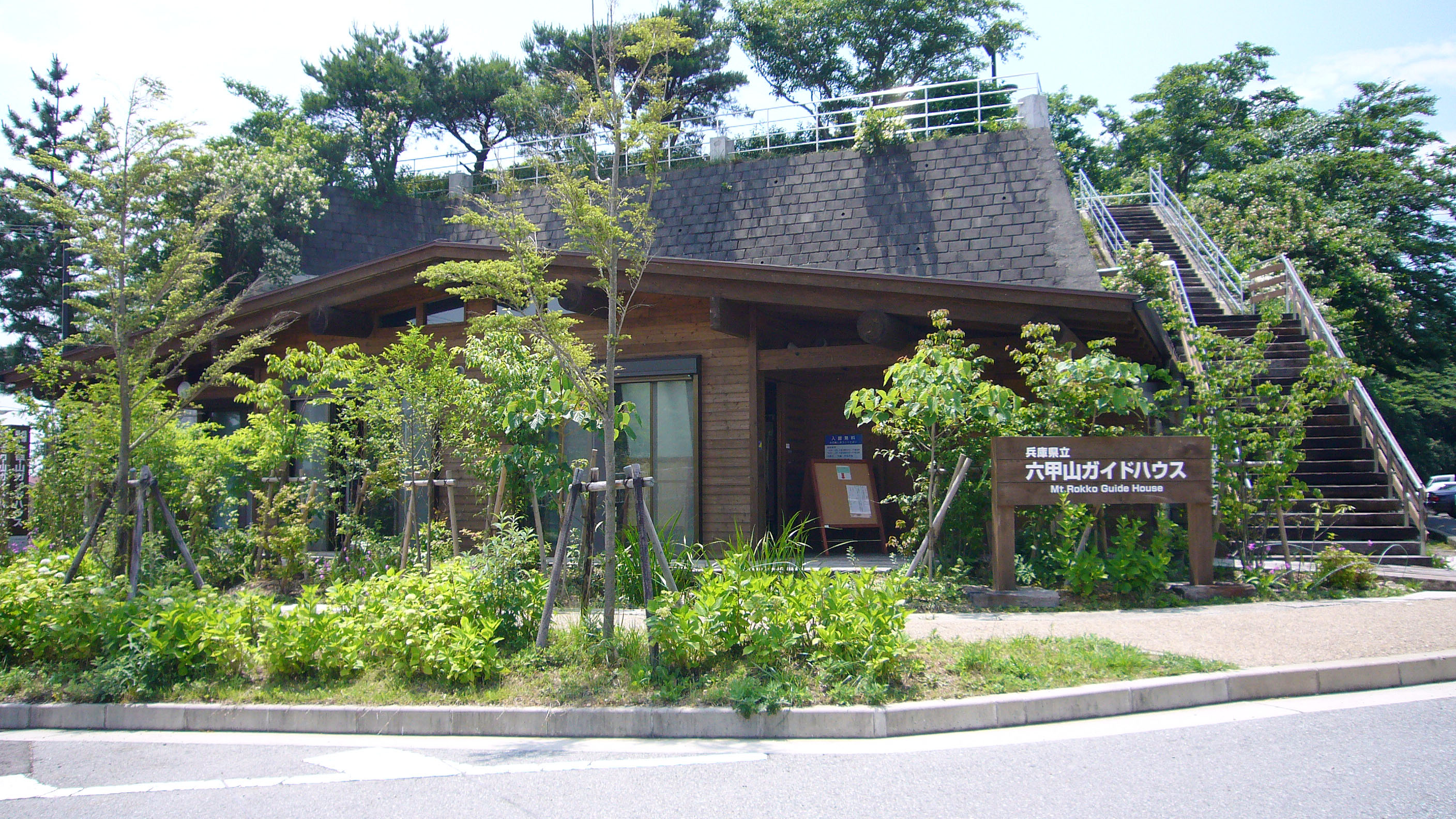
分館・六甲山ガイドハウス

兵庫県立六甲山ビジターセンター（ひょうごけんりつろっこうさんビジターセンター）は、兵庫県神戸市の六甲山上にある自然科学系博物館。旧名称は兵庫県立六甲山自然保護センター。

## 概要
1975年（昭和50年）に開館。瀬戸内海国立公園六甲山地区の山地の成り立ちや生態系といった六甲山をとりまく自然を、映像・写真パネル等を使用しての展示や研修を行っている。館内には展示室やレクチャールームの他、パソコンでの動植物検索コーナー、休憩所等もある。
また隣にある分館のインフォメーションセンター・六甲山ガイドハウスでは山歩きに関する資料を提供しており、春夏秋の土日祝に駐在するボランティアガイド「山の案内人」から施設や自然観察会での案内を受けることができる。
2018年（平成30年）、兵庫県立六甲山ビジターセンターと改称された。

## 交通
- 六甲ケーブル「六甲山上駅」から、六甲山上バス「記念碑台」下車すぐ